# San Genesio ed Uniti
San Genesio ed Uniti es un municipio italiano situado en la provincia de Pavía, en Lombardía. Tiene una población estimada, a fines de abril de 2023, de 4018 habitantes.

## Evolución demográfica
| Gráfica de evolución demográfica de San Genesio ed Uniti entre 1861 y 2023 |
|                                                                            |
| Fuente: ISTAT - Elaboración gráfica de Wikipedia                           |